# Washington Open 1972
Il Washington Open 1972, noto anche come Washington Star International per motivi di sponsorizzazione, è stato un torneo di tennis giocato sulla terra verde. È stata la 4ª edizione del torneo e faceva parte del World Championship Tennis 1972. Si è giocato a Washington negli Stati Uniti dal 17 al 23 luglio 1972.

## Campioni

### Singolare maschile
Tony Roche ha battuto in finale  Marty Riessen con il punteggio di 3–6, 7–6, 6–4.

### Doppio maschile
Tom Okker /  Marty Riessen hanno battuto in finale  John Newcombe /  Tony Roche con il punteggio di 3–6, 6–3, 6–2.